# Scelolyperus cyanellus
Scelolyperus cyanellus är en skalbaggsart som först beskrevs av J. L. Leconte 1865.  Scelolyperus cyanellus ingår i släktet Scelolyperus och familjen bladbaggar. Inga underarter finns listade i Catalogue of Life.